# Brudnäbb

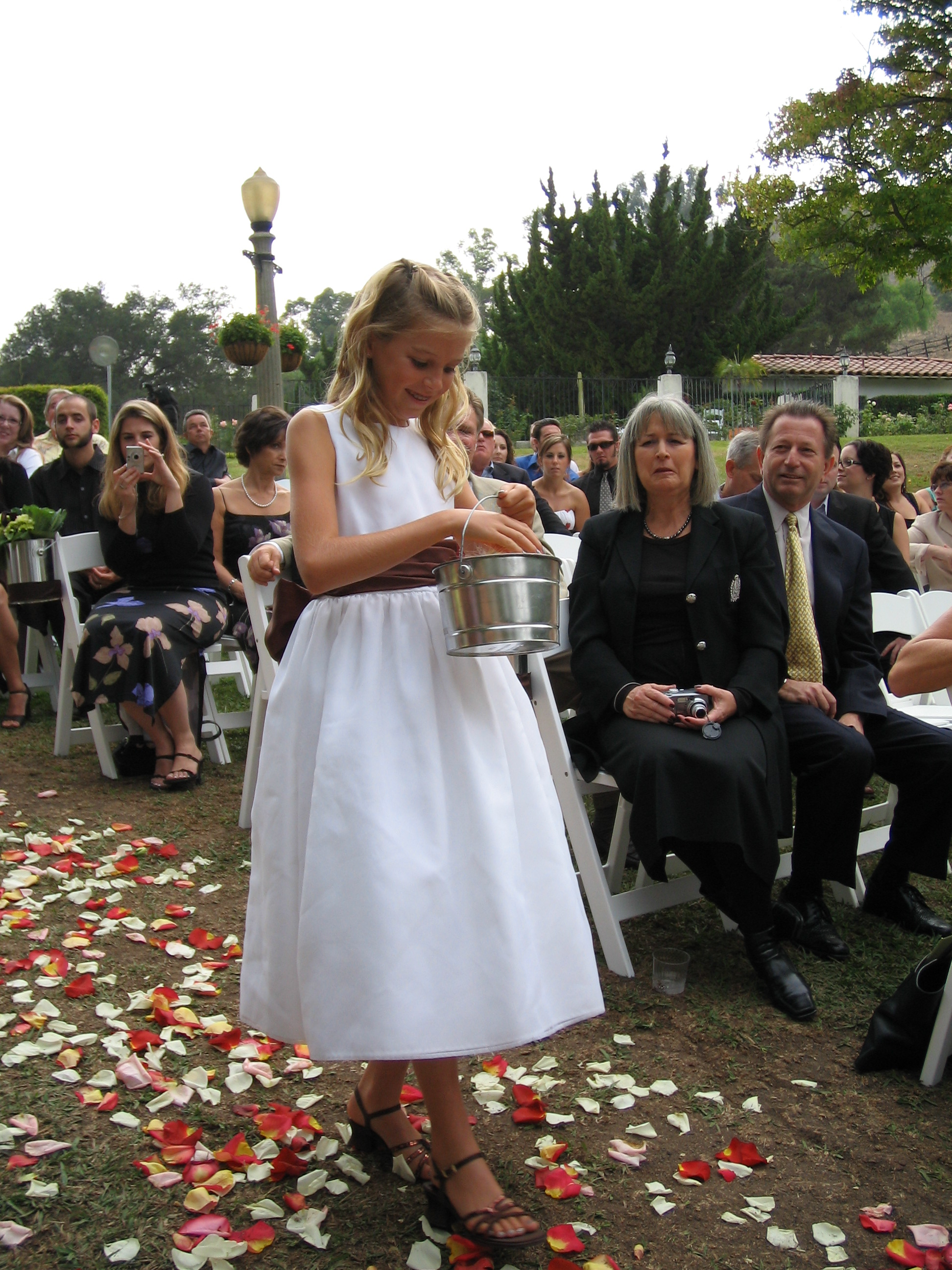
Flicka som agerar brudnäbb, flower girl, vid ett amerikanskt bröllop.

En brudnäbb består av de barn som går före brudparet in i kyrkan under vigseln.

## Beskrivning
Barnen ska symbolisera livets väg. Det är därför de går först in och ibland följs av brudtärnor och bröllopsmarskalker, innan brudparet tågar in. Ibland har barnen även till uppgift att strö blomblad på brudparets väg. En annan uppgift kan vara att få hålla vigselringen på en kudde eller hålla brudbuketten under vigseln.
Traditionellt finns ett till fyra barn i brudnäbben vid vigseln, valda av brudparet. Oftast är de brudparets syskonbarn eller fadderbarn; enligt modern sed kan det även vara brudparets egna barn. Barnen brukar vara mellan tre och nio år gamla. De barn som ingår i brudnäbben är finklädda. Flickorna brukar ha klänning och har ofta blomsterkransar i håret. 